# Liste der Nummer-eins-Hits in den britischen Charts (1976)
Dies ist eine Liste der Nummer-eins-Hits in den britischen Charts im Jahr 1976. Sie basiert auf den Official Singles Chart Top 50 und den Official Albums Chart Top 60, die vom Chart Information Network ermittelt wurden. Es gab in diesem Jahr 17 Nummer-eins-Singles und 16 Nummer-eins-Alben.

## Singles
| ← 1975 ← | Liste der Nummer-eins-Hits in den britischen Charts | Liste der Nummer-eins-Hits in den britischen Charts | Liste der Nummer-eins-Hits in den britischen Charts | 1977 →                    |
| \| Zeitraum \| Wo. ges. \| Interpret \| Titel Autor(en) \| Zusätzliche Informationen \| \| (Zeitraum, Wochen auf Platz eins, Interpret, Titel, Autor[en], zusätzliche Informationen) \| \| \| \| \| \| ----------------------------------------------------------------------------------------- \| -------- \| --------------------- \| -------------------------------------------------------------------------------------------------------------------------------------------------------------------------------- \| ------------------------- \| \| 23. November 1975 – 24. Januar 1976 9 Wochen \| 9 \| Queen \| Bohemian Rhapsody Frederick Mercury \| – \| \| 25. Januar 1976 – 7. Februar 1976 2 Wochen \| 2 \| ABBA \| Mamma Mia Benny Goran Bror Andersson, Björn K. Ulvaeus \| – \| \| 8. Februar 1976 – 14. Februar 1976 1 Woche \| 1 \| Slik \| Forever and Ever William Wylie MacPherson Martin, Phil Coulter \| – \| \| 15. Februar 1976 – 28. Februar 1976 2 Wochen \| 2 \| The Four Seasons \| December, 1963 (Oh, What a Night) Musik: Bob Gaudio; Text: Bob Gaudio, Judy Marie Parker \| – \| \| 29. Februar 1976 – 20. März 1976 3 Wochen \| 3 \| Tina Charles \| I Love to Love (But My Baby Loves to Dance) Musik: James Jacques Bolden; Text: Philo Jack Robinson \| – \| \| 21. März 1976 – 1. Mai 1976 6 Wochen \| 6 \| Brotherhood of Man \| Save Your Kisses for Me Tony Hiller, Martin Barnes, Lee Sheriden \| – \| \| 2. Mai 1976 – 29. Mai 1976 4 Wochen \| 4 \| ABBA \| Fernando Benny Goran Bror Andersson, Björn K. Ulvaeus, Stig Erik Leopold Anderson \| – \| \| 30. Mai 1976 – 5. Juni 1976 1 Woche \| 1 \| J. J. Barrie \| No Charge Harlan Howard \| – \| \| 6. Juni 1976 – 19. Juni 1976 2 Wochen \| 2 \| The Wurzels \| Combine Harvester (Brand New Key) Melanie Safka \| – \| \| 20. Juni 1976 – 10. Juli 1976 3 Wochen \| 3 \| The Real Thing \| You to Me Are Everything Ken Gold, Michael Lawrence Denne \| – \| \| 11. Juli 1976 – 17. Juli 1976 1 Woche \| 1 \| Demis Roussos \| The Roussos Phenomenon EP \| – \| \| 18. Juli 1976 – 28. August 1976 6 Wochen \| 6 \| Elton John & Kiki Dee \| Don’t Go Breaking My Heart Musik: Elton John; Text: Bernard J. P. Taupin \| – \| \| 29. August 1976 – 2. Oktober 1976 5 Wochen \| 5 \| ABBA \| Dancing Queen Benny Goran Bror Andersson, Björn K. Ulvaeus, Stig Erik Leopold Andersson \| – \| \| 3. Oktober 1976 – 6. November 1976 5 Wochen \| 5 \| Pussycat \| Mississippi Werner A. Theunissen \| – \| \| 7. November 1976 – 27. November 1976 3 Wochen \| 3 \| Chicago \| If You Leave Me Now Peter P. Cetera \| – \| \| 28. November 1976 – 18. Dezember 1976 3 Wochen \| 3 \| Showaddywaddy \| Under the Moon of Love Tommy Boyce, Curtis E. Lee \| – \| \| 19. Dezember 1976 – 8. Januar 1977 3 Wochen \| 3 \| Johnny Mathis \| When a Child Is Born (Soleado) Musik: Zacar, Dario Baldan Bembo; Originaltext: Alberto Salerno, Francesco Specchia, Maurizio Seymandi; zusätzlicher Text: Fred Jay, Michael Holm \| – \| |                                                     |                                                     | |                           |
| ← 1975 |                                                     |                                                     | | → 1977 →                  |
| Zeitraum | Wo. ges.                                            | Interpret                                           | Titel Autor(en) | Zusätzliche Informationen |
| (Zeitraum, Wochen auf Platz eins, Interpret, Titel, Autor[en], zusätzliche Informationen) |                                                     |                                                     | |                           |
| 23. November 1975 – 24. Januar 1976 9 Wochen | 9                                                   | Queen                                               | Bohemian Rhapsody Frederick Mercury | –                         |
| 25. Januar 1976 – 7. Februar 1976 2 Wochen | 2                                                   | ABBA                                                | Mamma Mia Benny Goran Bror Andersson, Björn K. Ulvaeus | –                         |
| 8. Februar 1976 – 14. Februar 1976 1 Woche | 1                                                   | Slik                                                | Forever and Ever William Wylie MacPherson Martin, Phil Coulter | –                         |
| 15. Februar 1976 – 28. Februar 1976 2 Wochen | 2                                                   | The Four Seasons                                    | December, 1963 (Oh, What a Night) Musik: Bob Gaudio; Text: Bob Gaudio, Judy Marie Parker                                                                                         | –                         |
| 29. Februar 1976 – 20. März 1976 3 Wochen | 3                                                   | Tina Charles                                        | I Love to Love (But My Baby Loves to Dance) Musik: James Jacques Bolden; Text: Philo Jack Robinson                                                                               | –                         |
| 21. März 1976 – 1. Mai 1976 6 Wochen | 6                                                   | Brotherhood of Man                                  | Save Your Kisses for Me Tony Hiller, Martin Barnes, Lee Sheriden | –                         |
| 2. Mai 1976 – 29. Mai 1976 4 Wochen | 4                                                   | ABBA                                                | Fernando Benny Goran Bror Andersson, Björn K. Ulvaeus, Stig Erik Leopold Anderson                                                                                                | –                         |
| 30. Mai 1976 – 5. Juni 1976 1 Woche | 1                                                   | J. J. Barrie                                        | No Charge Harlan Howard | –                         |
| 6. Juni 1976 – 19. Juni 1976 2 Wochen | 2                                                   | The Wurzels                                         | Combine Harvester (Brand New Key) Melanie Safka | –                         |
| 20. Juni 1976 – 10. Juli 1976 3 Wochen | 3                                                   | The Real Thing                                      | You to Me Are Everything Ken Gold, Michael Lawrence Denne | –                         |
| 11. Juli 1976 – 17. Juli 1976 1 Woche | 1                                                   | Demis Roussos                                       | The Roussos Phenomenon EP | –                         |
| 18. Juli 1976 – 28. August 1976 6 Wochen | 6                                                   | Elton John & Kiki Dee                               | Don’t Go Breaking My Heart Musik: Elton John; Text: Bernard J. P. Taupin | –                         |
| 29. August 1976 – 2. Oktober 1976 5 Wochen | 5                                                   | ABBA                                                | Dancing Queen Benny Goran Bror Andersson, Björn K. Ulvaeus, Stig Erik Leopold Andersson                                                                                          | –                         |
| 3. Oktober 1976 – 6. November 1976 5 Wochen | 5                                                   | Pussycat                                            | Mississippi Werner A. Theunissen | –                         |
| 7. November 1976 – 27. November 1976 3 Wochen | 3                                                   | Chicago                                             | If You Leave Me Now Peter P. Cetera | –                         |
| 28. November 1976 – 18. Dezember 1976 3 Wochen | 3                                                   | Showaddywaddy                                       | Under the Moon of Love Tommy Boyce, Curtis E. Lee | –                         |
| 19. Dezember 1976 – 8. Januar 1977 3 Wochen | 3                                                   | Johnny Mathis                                       | When a Child Is Born (Soleado) Musik: Zacar, Dario Baldan Bembo; Originaltext: Alberto Salerno, Francesco Specchia, Maurizio Seymandi; zusätzlicher Text: Fred Jay, Michael Holm | –                         |

## Alben
| ← 1975 ← | Liste der Nummer-eins-Hits in den britischen Charts | Liste der Nummer-eins-Hits in den britischen Charts | Liste der Nummer-eins-Hits in den britischen Charts | 1977 →                    |
| \| Zeitraum \| Wo. ges. \| Interpret \| Titel \| Zusätzliche Informationen \| \| (Zeitraum, Wochen auf Platz eins, Interpret, Titel, zusätzliche Informationen) \| \| \| \| \| \| ------------------------------------------------------------------------------ \| -------- \| -------------------------- \| ----------------------------- \| ------------------------- \| \| 21. Dezember 1975 – 3. Januar 1976 2 Wochen (insgesamt 4) \| 4 \| Queen \| A Night at the Opera \| – \| \| 4. Januar 1976 – 10. Januar 1976 1 Woche (insgesamt 6) \| 6 \| Perry Como \| 40 Greatest Hits \| – \| \| 11. Januar 1976 – 24. Januar 1976 2 Wochen (insgesamt 4) \| 4 \| Queen \| A Night at the Opera \| – \| \| 25. Januar 1976 – 31. Januar 1976 1 Woche \| 1 \| Roy Orbison \| The Best Of \| – \| \| 1. Februar 1976 – 13. März 1976 6 Wochen \| 6 \| Slim Whitman \| The Very Best of Slim Whitman \| – \| \| 14. März 1976 – 3. April 1976 3 Wochen \| 3 \| Status Quo \| Blue for You \| – \| \| 4. April 1976 – 17. April 1976 2 Wochen (insgesamt 3) \| 3 \| (Soundtrack) \| Rock Follies \| – \| \| 18. April 1976 – 24. April 1976 1 Woche \| 1 \| Led Zeppelin \| Presence \| – \| \| 25. April 1976 – 1. Mai 1976 1 Woche (insgesamt 3) \| 3 \| (Soundtrack) \| Rock Follies \| – \| \| 2. Mai 1976 – 3. Juli 1976 9 Wochen (insgesamt 11) \| 11 \| ABBA \| Greatest Hits \| – \| \| 4. Juli 1976 – 17. Juli 1976 2 Wochen \| 2 \| Rod Stewart \| A Night on the Town \| – \| \| 18. Juli 1976 – 25. September 1976 10 Wochen \| 10 \| The Beach Boys \| 20 Golden Greats \| – \| \| 26. September 1976 – 2. Oktober 1976 1 Woche \| 1 \| The Stylistics \| Best Of, Vol. 2 \| – \| \| 3. Oktober 1976 – 9. Oktober 1976 1 Woche \| 1 \| Dr. Feelgood \| Stupidity \| – \| \| 10. Oktober 1976 – 23. Oktober 1976 2 Wochen (insgesamt 11) \| 11 \| ABBA \| Greatest Hits \| – \| \| 24. Oktober 1976 – 6. November 1976 2 Wochen \| 2 \| (Verschiedene Interpreten) \| Soul Motion \| – \| \| 7. November 1976 – 13. November 1976 1 Woche \| 1 \| Led Zeppelin \| The Song Remains the Same \| – \| \| 14. November 1976 – 20. November 1976 1 Woche \| 1 \| Bert Weedon \| 22 Golden Guitar Greats \| – \| \| 21. November 1976 – 1. Januar 1977 6 Wochen \| 6 \| Glen Campbell \| 20 Golden Greats \| – \| |                                                     |                                                     |                                                     |                           |
| ← 1975 |                                                     |                                                     |                                                     | → 1977 →                  |
| Zeitraum | Wo. ges.                                            | Interpret                                           | Titel                                               | Zusätzliche Informationen |
| (Zeitraum, Wochen auf Platz eins, Interpret, Titel, zusätzliche Informationen) |                                                     |                                                     |                                                     |                           |
| 21. Dezember 1975 – 3. Januar 1976 2 Wochen (insgesamt 4) | 4                                                   | Queen                                               | A Night at the Opera                                | –                         |
| 4. Januar 1976 – 10. Januar 1976 1 Woche (insgesamt 6) | 6                                                   | Perry Como                                          | 40 Greatest Hits                                    | –                         |
| 11. Januar 1976 – 24. Januar 1976 2 Wochen (insgesamt 4) | 4                                                   | Queen                                               | A Night at the Opera                                | –                         |
| 25. Januar 1976 – 31. Januar 1976 1 Woche | 1                                                   | Roy Orbison                                         | The Best Of                                         | –                         |
| 1. Februar 1976 – 13. März 1976 6 Wochen | 6                                                   | Slim Whitman                                        | The Very Best of Slim Whitman                       | –                         |
| 14. März 1976 – 3. April 1976 3 Wochen | 3                                                   | Status Quo                                          | Blue for You                                        | –                         |
| 4. April 1976 – 17. April 1976 2 Wochen (insgesamt 3) | 3                                                   | (Soundtrack)                                        | Rock Follies                                        | –                         |
| 18. April 1976 – 24. April 1976 1 Woche | 1                                                   | Led Zeppelin                                        | Presence                                            | –                         |
| 25. April 1976 – 1. Mai 1976 1 Woche (insgesamt 3) | 3                                                   | (Soundtrack)                                        | Rock Follies                                        | –                         |
| 2. Mai 1976 – 3. Juli 1976 9 Wochen (insgesamt 11) | 11                                                  | ABBA                                                | Greatest Hits                                       | –                         |
| 4. Juli 1976 – 17. Juli 1976 2 Wochen | 2                                                   | Rod Stewart                                         | A Night on the Town                                 | –                         |
| 18. Juli 1976 – 25. September 1976 10 Wochen | 10                                                  | The Beach Boys                                      | 20 Golden Greats                                    | –                         |
| 26. September 1976 – 2. Oktober 1976 1 Woche | 1                                                   | The Stylistics                                      | Best Of, Vol. 2                                     | –                         |
| 3. Oktober 1976 – 9. Oktober 1976 1 Woche | 1                                                   | Dr. Feelgood                                        | Stupidity                                           | –                         |
| 10. Oktober 1976 – 23. Oktober 1976 2 Wochen (insgesamt 11) | 11                                                  | ABBA                                                | Greatest Hits                                       | –                         |
| 24. Oktober 1976 – 6. November 1976 2 Wochen | 2                                                   | (Verschiedene Interpreten)                          | Soul Motion                                         | –                         |
| 7. November 1976 – 13. November 1976 1 Woche | 1                                                   | Led Zeppelin                                        | The Song Remains the Same                           | –                         |
| 14. November 1976 – 20. November 1976 1 Woche | 1                                                   | Bert Weedon                                         | 22 Golden Guitar Greats                             | –                         |
| 21. November 1976 – 1. Januar 1977 6 Wochen | 6                                                   | Glen Campbell                                       | 20 Golden Greats                                    | –                         |

Die Angaben basieren auf den offiziellen Verkaufshitparaden der Official UK Charts Company für das Vereinigte Königreich. Die Datumsangaben beziehen sich auf das Gültigkeitsdatum der Charts, also jeweils die auf die Verkaufswoche folgende Woche.

## Jahreshitparaden
| ← 1975 ← | Liste der Nummer-eins-Hits in den britischen Charts | Liste der Nummer-eins-Hits in den britischen Charts | Liste der Nummer-eins-Hits in den britischen Charts | 1977 →   |
| \| Singles \| Position# \| Alben \| \| --------------------------------------------------------------------------------------------------------------- \| --------- \| ------------------------------------------ \| \| Save Your Kisses for Me Brotherhood of Man Tony Hiller, Martin Barnes, Lee Sheriden \| 1 \| Greatest Hits ABBA \| \| Don’t Go Breaking My Heart Elton John & Kiki Dee Musik: Elton John; Text: Bernard J. P. Taupin \| 2 \| 20 Golden Greats The Beach Boys \| \| Mississippi Pussycat Werner A. Theunissen \| 3 \| Forever and Ever Demis Roussos \| \| Dancing Queen ABBA Benny Goran Bror Andersson, Björn K. Ulvaeus, Stig Erik Leopold Andersson \| 4 \| Wings at the Speed of Sound Wings \| \| A Little Bit More Dr. Hook Bobby Gosh \| 5 \| A Night on the Town Rod Stewart \| \| If You Leave Me Now Chicago Peter P. Cetera \| 6 \| Live in London John Denver \| \| Fernando ABBA Benny Goran Bror Andersson, Björn K. Ulvaeus, Stig Erik Leopold Anderson \| 7 \| 20 Golden Greats Glen Campbell \| \| I Love to Love (But My Baby Loves to Dance) Tina Charles Musik: James Jacques Bolden; Text: Philo Jack Robinson \| 8 \| Laughter and Tears Neil Sedaka \| \| The Roussos Phenomenon EP Demis Roussos \| 9 \| Their Greatest Hits 1971–1975 The Eagles \| \| Under the Moon of Love Showaddywaddy Tommy Boyce, Curtis E. Lee \| 10 \| The Very Best of Slim Whitman Slim Whitman \| |                                                     |                                                     |                                                     |          |
| ← 1975 |                                                     |                                                     |                                                     | → 1977 → |
| Singles | Position#                                           | Alben                                               |                                                     |          |
| Save Your Kisses for Me Brotherhood of Man Tony Hiller, Martin Barnes, Lee Sheriden | 1                                                   | Greatest Hits ABBA                                  |                                                     |          |
| Don’t Go Breaking My Heart Elton John & Kiki Dee Musik: Elton John; Text: Bernard J. P. Taupin | 2                                                   | 20 Golden Greats The Beach Boys                     |                                                     |          |
| Mississippi Pussycat Werner A. Theunissen | 3                                                   | Forever and Ever Demis Roussos                      |                                                     |          |
| Dancing Queen ABBA Benny Goran Bror Andersson, Björn K. Ulvaeus, Stig Erik Leopold Andersson | 4                                                   | Wings at the Speed of Sound Wings                   |                                                     |          |
| A Little Bit More Dr. Hook Bobby Gosh | 5                                                   | A Night on the Town Rod Stewart                     |                                                     |          |
| If You Leave Me Now Chicago Peter P. Cetera | 6                                                   | Live in London John Denver                          |                                                     |          |
| Fernando ABBA Benny Goran Bror Andersson, Björn K. Ulvaeus, Stig Erik Leopold Anderson | 7                                                   | 20 Golden Greats Glen Campbell                      |                                                     |          |
| I Love to Love (But My Baby Loves to Dance) Tina Charles Musik: James Jacques Bolden; Text: Philo Jack Robinson | 8                                                   | Laughter and Tears Neil Sedaka                      |                                                     |          |
| The Roussos Phenomenon EP Demis Roussos | 9                                                   | Their Greatest Hits 1971–1975 The Eagles            |                                                     |          |
| Under the Moon of Love Showaddywaddy Tommy Boyce, Curtis E. Lee | 10                                                  | The Very Best of Slim Whitman Slim Whitman          |                                                     |          |